# Campoplex pumilio
Campoplex pumilio är en stekelart som beskrevs av Johann Ludwig Christian Gravenhorst 1829. Campoplex pumilio ingår i släktet Campoplex och familjen brokparasitsteklar. Inga underarter finns listade.